# Sân vận động BBVA (Houston)
Sân vận động BBVA (tiếng Anh: BBVA Stadium, trước đây có tên gọi là Sân vận động BBVA Compass) là một sân vận động đa năng của Hoa Kỳ nằm ở Houston, Texas. Đây là sân nhà của Houston Dynamo FC, một câu lạc bộ Major League Soccer. Đây cũng là sân nhà của Houston Dash thuộc National Women's Soccer League và đội bóng bầu dục Texas Southern Tigers. Sân vận động có vốn đầu tư bao gồm 35,5 triệu đô la từ thành phố Houston và 60 triệu đô la từ Houston Dynamo. Quận Harris đồng ý trả một nửa khu đất để đổi lấy khả năng cùng sở hữu sân vận động sau ngày hoàn thành vào tháng 5 năm 2012. BBVA, Banco Bilbao Vizcaya Argentaria, là công ty tài trợ của sân vận động.
Sân vận động nằm trên một khu đất giáp với Texas, Walker, Emancipation và Hutchins ở Phía Đông Trung tâm thành phố và phía đông của Xa lộ Liên tiểu bang 69/Quốc lộ Hoa Kỳ 59 và Trung tâm thành phố Houston.